# Thunbergianthus ruwenzoriensis
Thunbergianthus ruwenzoriensis är en snyltrotsväxtart som beskrevs av Peter Good. Thunbergianthus ruwenzoriensis ingår i släktet Thunbergianthus och familjen snyltrotsväxter. Inga underarter finns listade i Catalogue of Life.